# Angeline (bande dessinée)
Pour les articles homonymes, voir Angeline (homonymie).
Angeline est une série de bande dessinée policière publiée chez l'éditeur français Soleil Productions entre 2004 et 2007.
- Scénario : Adeline Blondieau, Éric Summer
- Dessins : Serge Fino (tomes 2,3 et 4), Sébastien Goethals (tome 1)
- Couleurs : Nathalie Arilia (tome 3 et 4), Olivier Astier (tomes 1 et 2)

## Albums
La série est publiée à partir de 2004 par Soleil.
1. Fuckin' Day[2], 2004  (ISBN 2-84565-911-3).
2. Mississippi Queen, 2005  (ISBN 2-84946-290-X).
3. White christmas[3], 2006  (ISBN 2-84946-454-6).
4. Memphis, Tennessee[4], 2007  (ISBN 978-2-84946-726-8).